# Cryphoecina
Cryphoecina deelemanae es una especie de araña araneomorfa de la familia Hahniidae. Es la única especie del género monotípico Cryphoecina.

## Distribución
Es nativa de Montenegro.